# Havel nördlich Havelberg
Die Havel nördlich Havelberg ist ein FFH-Gebiet in den Städten Havelberg und Werben (Elbe) im Landkreis Stendal in Sachsen-Anhalt.

## Allgemeines
Das FFH-Gebiet ist circa 212 Hektar groß. Es grenzt im Süden an das FFH-Gebiet „Untere Havel und Schollener See“ und EU-Vogelschutzgebiet „Untere Havel/Sachsen-Anhalt und Schollener See“ und im Norden an das FFH-Gebiet „Elbaue Werben und Alte Elbe Kannenberg“ und EU-Vogelschutzgebiet „Elbaue Jerichow“ und überlagert sich größtenteils mit dem Landschaftsschutzgebiet „Untere Havel“. Es ist durch die Landesverordnung zur Unterschutzstellung der Natura 2000-Gebiete im Land Sachsen-Anhalt (N2000-LVO LSA) seit dem 21. Dezember 2018 rechtlich gesichert. Zuständige untere Naturschutzbehörde ist der Landkreis Stendal.

## Beschreibung
Das FFH-Gebiet liegt innerhalb des Biosphärenreservats Mittelelbe als Teil des Biosphärenreservats Flusslandschaft Elbe und umfasst den naturnahen Unterlauf der Havel südlich von Havelberg bis etwa zu den Wehren kurz vor der Mündung der Havel in die Elbe und schließt dabei Teile der Flussaue mit Inseln, Altwässern, Grünländern, Uferstaudenfluren und Auwäldern mit ein.
Die Auwälder sind als Weichholzauwälder mit Silber-, Fahl-, Korb- und Mandelweide ausgebildet. Dazu gesellt sich als Neophyt der Eschenahorn. Kleinflächig sind auch Hartholzauwälder mit Gemeiner Esche, Feldahorn, Feld- und Flatterulme, Hainbuche, Winterlinde und Wildbirne ausgebildet. In der Krautschicht der Weichholzauwälder siedeln unter anderem Rohrglanzgras, Zaunwinde, Sumpfgreiskraut, Sumpfziest, Wiesenalant, Langblättriger Ehrenpreis, Gelbe Wiesenraute und Kleines Flohkraut. Die Krautschicht der Hartholzauwälder wird unter anderem von Riesenschwingel, Echtem Nelkenwurz, Gundermann und Waldziest gebildet. Die Uferbereiche werden darüber hinaus von feuchten Hochstaudenfluren mit Langblättrigem Ehrenpreis, Gelber Wiesenraute und Röhrichtbrennnessel eingenommen.
In Altwässern siedeln Bestände aus Krausem, Kamm- und Durchwachsenem Laichkraut und Ährigem Tausendblatt sowie Schwimmblattvegetation aus Gelber Teichrose, Schwimmendem Laichkraut und Wasserhahnenfuß. Weiterhin sind Vorkommen von Froschbiss zu finden. An den Ufern siedeln hier Gewöhnliche Strandsimse, Schwanenblume, Blutweiderich, Wasserminze, Pfeilkraut und Sumpfsternmiere.
Das Gebiet ist Lebensraum und Wanderkorridor für Biber und Fischotter. In der Havel sind unter anderem Rapfen und vereinzelt auch Bitterling, Meerneunauge und Steinbeißer heimisch. Gewässer in der Havelaue beherbergen Vorkommen der Rotbauchunke, die hier einen Verbreitungsschwerpunkt in Sachsen-Anhalt hat. Auch der Moorfrosch kommt hier vor.
Die Havelaue wird größtenteils landwirtschaftlich genutzt. Ein Teil im Norden des FFH-Gebietes liegt innerhalb des Truppenübungsplatzes Glöwen mit dem deutschlandweit einzigen Übungssee für Unterwassersprengungen, der in der Havelaue, aber außerhalb des FFH-Gebietes liegt.